# Sexy Young Beautiful
「Sexy Young Beautiful」（セクシー ヤング ビューティーフル）は、Happinessの9枚目のシングル。2016年2月3日にrhythm zoneから発売。

## 概要
- 前作『Holiday』から約4ヶ月、新曲を発売されることが2015年12月27日に発表[3]。
- 「CD+DVD」「CDシングル」「ワンコインCD」の3形態で発売[4]。
- 3曲目には『JUICY LOVE』から恒例となった、過去にリリースした楽曲のセルフカバーを収録[3]。
- 前作『Holiday』と同様、ファッション・ディレクターのNIGOがジャケットのアート・ディレクションとヴィジュアル・ディレクションを手がける[3]。
- Googleが発表したYouTube Rewind 2016の「2016年トップトレンド音楽動画（日本）」で72位を記録した[5]。

## 収録曲

### CD+DVD
CD
1. Sexy Young Beautiful
  - 作詞・作曲：HIRO（Digz, Inc.）

KOSE ファシオ「このマスカラずるい」篇CMソング[6]
日本テレビ系『スッキリ!!』2016年2月度エンディングテーマ
2. Born to be Free
  - 作詞：Takaki Mizoguchi　作曲：David Noakes・Penny Hannet

シルク・ドゥ・ソレイユ「ダイハツ トーテム」CMソング[7]
3. Wish -2016 ver.-
  - 作詞：Kanata Okajima　作曲：Ryosuke“Dr.R"Sakai

2016 verのアレンジはCHIVA(BUZZER BEATS)
4. Sexy Young Beautiful（Instrumental）
5. Born to be Free（Instrumental）
6. Wish -2016 ver.-（Instrumental）

DVD
1. Sexy Young Beautiful（Video Clip）

### CD ONLY
1. Sexy Young Beautiful
2. Born to be Free
3. Wish -2016 ver.-
4. Sexy Young Beautiful（Instrumental）
5. Born to be Free（Instrumental）
6. Wish -2016 ver.-（Instrumental）

### ワンコインCD
1. Sexy Young Beautiful